# Gordon Pettinger
Gordon Robert Pettinger, dit Gord, (né le 11 novembre 1911 à Regina, dans la province de la Saskatchewan, au Canada et mort le 12 avril 1986) est un joueur professionnel canadien de hockey sur glace qui évoluait au poste de centre. Il était le frère du joueur de hockey professionnel de la LNH, Eric Pettinger.  

## Biographie
Né à Regina dans la Saskatchewan, Gord Pettinger commence le hockey dans sa ville natale avec les Pats de Regina. Avec eux, il dispute à deux reprises la Coupe Memorial qu'il remporte en 1930.
Il fait ses débuts professionnels avec les Lions de Vancouver dans la Pacific Coast Hockey League (PCHL) puis les Tigers du Bronx dans Canadian-American Hockey League (Can-Am) avant de signer en 1932 un contrat d'agent libre avec les Rangers de New York de la Ligue nationale de hockey. Il joue ensuite avec les Red Wings de Détroit puis les Bruins de Boston jusqu'en 1940. Au cours de sa carrière dans la LNH, il remporte à quatre reprises la Coupe Stanley ; tout d'abord en 1933 avec les Rangers, en 1937 et en 1938 avec les Red Wings et enfin en 1939 avec les Bruins.
De 1940 à 1945, il joue dans l'International American Hockey League (IAHL) qui devient ensuite la Ligue américaine de hockey (LAH) et prend sa retraite en 1946 après une dernière saison dans l'équipe amateur de sa ville natale, les Capitals de Regina qui évoluent dans la Western Canada Senior Hockey League (WCSHL).

## Statistiques
| Saison     | Équipe                 | Ligue          |     | Saison régulière | Saison régulière | Saison régulière | Saison régulière | Saison régulière |   | Séries éliminatoires | Séries éliminatoires | Séries éliminatoires | Séries éliminatoires | Séries éliminatoires |
| Saison     | Équipe                 | Ligue          | PJ  | B                | A                | Pts              | Pun              | PJ               | B | A                    | Pts                  | Pun                  |                      |                      |
| 1928-1929  | Pats de Regina         | S-SJHL         | 6   | 5                | 1                | 6                | 2                |                  |   |                      |                      |                      |                      |                      |
| 1929       | Pats de Regina         | Coupe Memorial |     |                  |                  |                  |                  | 6                | 6 | 0                    | 6                    | 4                    |                      |                      |
| 1929-1930  | Pats de Regina         | S-SJHL         | 3   | 2                | 2                | 4                | 4                |                  |   |                      |                      |                      |                      |                      |
| 1930       | Pats de Regina         | Coupe Memorial |     |                  |                  |                  |                  | 8                | 5 | 1                    | 6                    | 12                   |                      |                      |
| 1930-1931  | Lions de Vancouver     | PCHL           | 33  | 5                | 5                | 10               | 10               | 4                | 0 | 1                    | 1                    | 0                    |                      |                      |
| 1931-1932  | Tigers du Bronx        | Can-Am         | 39  | 14               | 18               | 32               | 34               | 2                | 0 | 2                    | 2                    | 6                    |                      |                      |
| 1932-1933  | Rangers de New York    | LNH            | 34  | 1                | 2                | 3                | 18               | 8                | 0 | 0                    | 0                    | 0                    |                      |                      |
| 1932-1933  | Indians de Springfield | Can-Am         | 13  | 7                | 5                | 12               | 12               |                  |   |                      |                      |                      |                      |                      |
| 1933-1934  | Red Wings de Détroit   | LNH            | 48  | 3                | 14               | 17               | 14               | 7                | 1 | 0                    | 1                    | 2                    |                      |                      |
| 1933-1934  | Olympics de Détroit    | LIH            | 1   | 0                | 0                | 0                | 0                |                  |   |                      |                      |                      |                      |                      |
| 1934-1935  | Red Wings de Détroit   | LNH            | 13  | 2                | 3                | 5                | 2                |                  |   |                      |                      |                      |                      |                      |
| 1934-1935  | Tecumsehs de London    | LIH            | 44  | 10               | 15               | 25               | 45               | 5                | 4 | 0                    | 4                    | 5                    |                      |                      |
| 1935-1936  | Red Wings de Détroit   | LNH            | 30  | 8                | 7                | 15               | 6                | 7                | 2 | 2                    | 4                    | 0                    |                      |                      |
| 1935-1936  | Olympics de Détroit    | LIH            | 18  | 9                | 16               | 25               | 10               |                  |   |                      |                      |                      |                      |                      |
| 1936-1937  | Red Wings de Détroit   | LNH            | 48  | 7                | 15               | 22               | 13               | 10               | 0 | 2                    | 2                    | 2                    |                      |                      |
| 1937-1938  | Red Wings de Détroit   | LNH            | 12  | 1                | 3                | 4                | 4                |                  |   |                      |                      |                      |                      |                      |
| 1937-1938  | Bruins de Boston       | LNH            | 35  | 7                | 10               | 17               | 10               | 3                | 0 | 0                    | 0                    | 0                    |                      |                      |
| 1938-1939  | Bruins de Boston       | LNH            | 48  | 11               | 14               | 25               | 8                | 12               | 1 | 1                    | 2                    | 7                    |                      |                      |
| 1939-1940  | Bruins de Boston       | LNH            | 24  | 2                | 6                | 8                | 2                |                  |   |                      |                      |                      |                      |                      |
| 1939-1940  | Bears de Hershey       | IAHL           | 29  | 9                | 12               | 21               | 0                | 5                | 1 | 1                    | 2                    | 4                    |                      |                      |
| 1940-1941  | Bears de Hershey       | LAH            | 52  | 13               | 28               | 41               | 4                | 6                | 2 | 6                    | 8                    | 2                    |                      |                      |
| 1941-1942  | Bears de Hershey       | LAH            | 56  | 12               | 38               | 50               | 8                | 10               | 2 | 8                    | 10                   | 2                    |                      |                      |
| 1944-1945  | Barons de Cleveland    | LAH            | 12  | 1                | 3                | 4                | 4                |                  |   |                      |                      |                      |                      |                      |
| 1944-1945  | Bears de Hershey       | LAH            | 32  | 5                | 12               | 17               | 0                |                  |   |                      |                      |                      |                      |                      |
| 1945-1946  | Capitals de Regina     | WCSHL          | 8   | 2                | 6                | 8                | 0                |                  |   |                      |                      |                      |                      |                      |
| Totaux LNH | Totaux LNH             | Totaux LNH     | 292 | 42               | 74               | 116              | 77               | 47               | 4 | 5                    | 9                    | 11                   |                      |                      |